# Hoffeld
Hoffeld là một đô thị thuộc huyện Ahrweiler, bang Rheinland-Pfalz, phía tây nước Đức. Đô thị Hoffeld có diện tích 5,15 km², dân số thời điểm ngày 31 tháng 12 năm 2006 là 323 người.